# Maria Krystyna Sycylijska (1779–1847)
Maria Krystyna Amelia Burbon-Sycylijska (ur. 17 stycznia 1779 w Casercie, zm. 11 marca 1847 w Savonie) – królowa Sardynii i Piemontu.

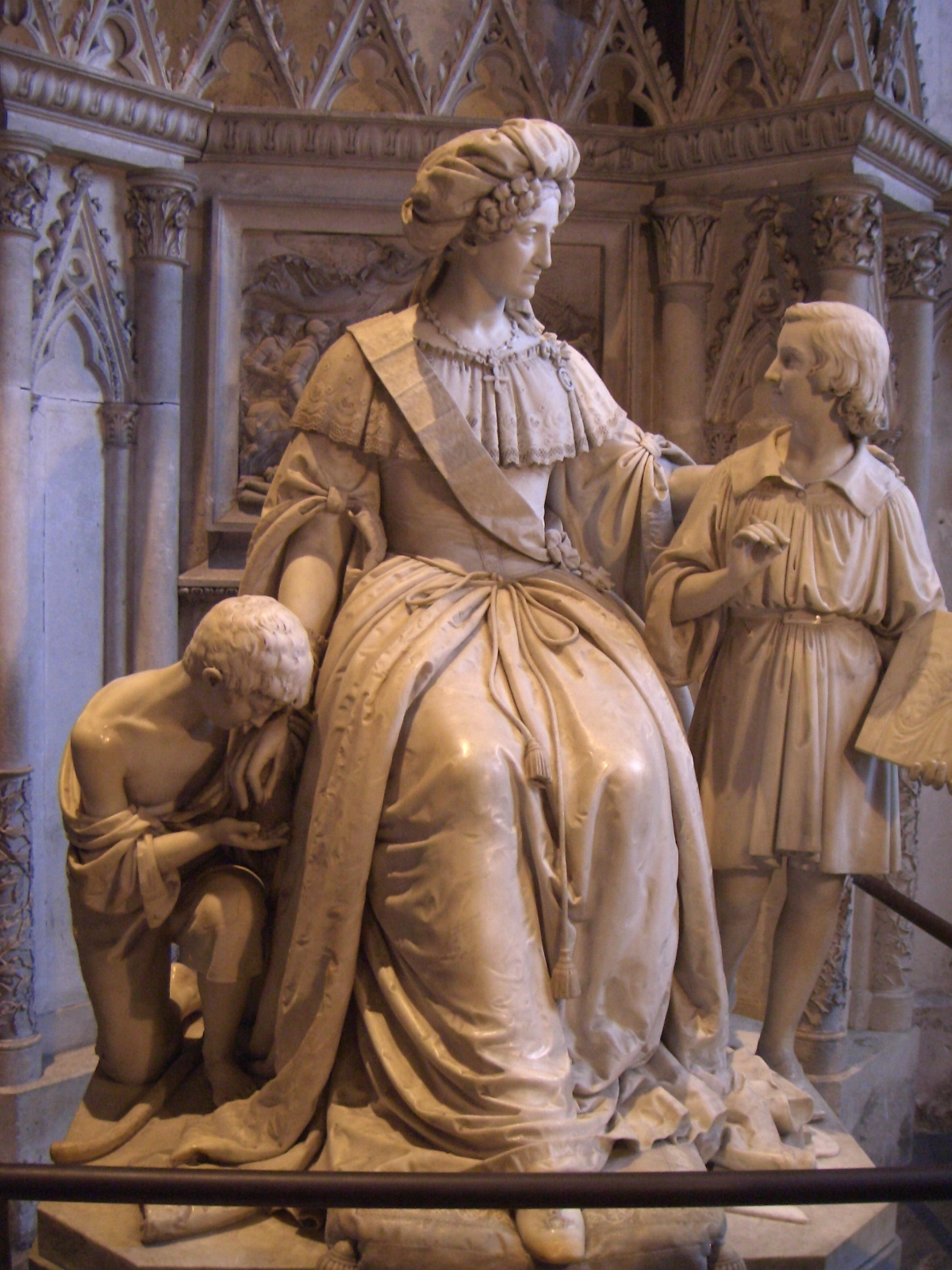
Pomnik nagrobny Marii Krystyny

## Zarys biografii
Maria Krystyna urodziła się w Pałacu Królewskim w Casercie jako szóste dziecko Ferdynanda I Burbona, króla Neapolu i Sycylii, i jego żony Marii Karoliny Habsburg, córki cesarzowej Marii Teresy.
6 kwietnia 1807 w Palermo Maria Krystyna wyszła za mąż za księcia Karola Feliksa. W 1821 jej mąż nieoczekiwanie został królem Sardynii i Piemontu po tym, jak abdykował jego drugi brat – Wiktor Emanuel I. Maria Teresa i Karol Feliks nie mieli dzieci. Para interesowała się sztuką i wspierała artystów, zainicjowała przebudowę Domu Królewskiego w Agliè i Villi Rufinella we Frascati. W 1825 Maria Krystyna zatrudniła archeologa, markiza Luigiego Biondiego (1776–1839), który odkopał Tusculum, a w 1839 i 1840 architekta i archeologa Luigiego Caninę (1795–1856), który odkrył tamtejszy teatr. Odnalezione starożytne dzieła sztuki odesłano do Agliè w Piemoncie.
Karol Feliks zmarł w 1831 po dziesięciu latach rządów. Maria Krystyna resztę życia spędziła jako królowa-wdowa w Turynie, Neapolu, Agliè i Frascati. Zmarła w Savonie w Ligurii w 1847. Została pochowana obok męża w opactwie Hautecombe w Sabaudii.